# Mein Leben für dich
Mein Leben für dich (Originaltitel: My Life) ist ein US-amerikanisches Filmdrama aus dem Jahr 1993. Die Regie führte Bruce Joel Rubin, der auch das Drehbuch schrieb. Die Hauptrollen spielten Michael Keaton und Nicole Kidman.

## Handlung
Der Film beginnt mit einem kurzen Rückblick in die Kindheit von Bob Jones. Er ist ungefähr 8 Jahre alt, als er Gott um die Erfüllung seines Traums bittet. Er wünscht sich, dass ein Zirkus in seinem Garten auftritt. Er glaubt so fest daran, dass er am nächsten Tag alle seine Klassenkameraden zu einer Vorstellung am Nachmittag zu sich nach Hause einlädt. Allerdings hängen im Garten nur einige Tücher zum Trocknen an der Wäscheleine. Nachdem ihn sein kindlicher Glaube dermaßen enttäuscht hat verkriecht er sich in seinem Geheimversteck.
Bob Jones ist gerade einmal Mitte 30 und der Chef einer erfolgreichen Werbefirma in Los Angeles, als er erfährt, dass er Lungenkrebs hat und nur noch einige Monate leben wird. Der Versuch der Heilung durch Chemotherapie bringt Nebenwirkungen mit sich, so dass Bob sich einige Stunden in akuter Lebensgefahr befindet. Der Arzt rät ihm daher von weiteren Versuchen ab, stattdessen solle er die verbleibende Zeit so gut wie möglich nutzen. Jones wirft dem Mediziner vor, ihm die Hoffnung nehmen zu wollen.
Bobs Frau Gail stellt fest, dass sie schwanger ist. Bob sucht Hilfe bei dem chinesischen Naturheiler Mr. Ho, aber auch er kann nichts mehr tun, da der Krebs schon zu weit fortgeschritten ist. Er rät Bob, seinen Zorn zu bekämpfen und zu lernen, zu verzeihen, um sich auf das Leben nach dem Tod vorzubereiten. Bob meint zwar später, dass er nicht zornig sei, aber Gail sieht das anders.
Bob muss nun befürchten, dass er sein ungeborenes Kind nie sehen können wird. Er fängt daher an, Videobänder aufzunehmen, auf denen er über sich und sein Leben erzählt. Er versucht so auch, gute Ratschläge und eigene Erkenntnisse an seinen Sohn weiterzugeben.
Vor Jahren zerstritt sich Bob mit seinem Vater, da er nicht den Schrotthandel seines Vaters übernehmen wollte und den Vater und seine Art zu leben und zu arbeiten verachtete. Seit Jahren hat Bob seine Eltern und seinen Bruder daher nicht mehr gesehen. Gail hält es für eine gute Idee, sie zu besuchen, damit Bob sich mit ihnen versöhnt. Dort angekommen feiern sie zunächst auf der Hochzeit seines Bruders mit, der den väterlichen Schrotthandel weiterführt. Bei einem familiären Gespräch brechen aber die alten Wunden wieder auf und Vater und Sohn machen sich gegenseitig Vorwürfe und brechen einen Streit vom Zaun. Bobs Vater wirft ihm vor, sich seiner Familie zu schämen und sogar seinen Nachnamen geändert zu haben. (Bobs Familie trägt den polnischen Nachnamen Ivanovich.) Bob hingegen kritisiert seine Familie, weil sie ihn nie in Los Angeles besucht haben und das Unternehmen, das er aufgebaut hat, nicht zu schätzen wissen. Seine Eltern wenden ein, dass seine Mutter panische Flugangst hat und die Fahrt mit dem Auto zu lange dauern würde. Verbittert bricht Bob mit seiner Frau zur Rückfahrt auf.
Dann erfüllt sich für Bobs einziger Traum und seine erste Bitte an Gott seit seiner Kindheit – er erlebt die Geburt seines Sohnes Brian. Aber kurz darauf stellt Gail fest, dass Bob nur noch wenig Kraft hat und sich seinem Ende nähert. Dennoch arbeitet Bob weiter an dem Video für seinen Sohn. Sein Arzt gibt ihm noch zirka einen Monat zu Leben und so verbringt er die letzten Wochen mit seiner kleinen Familie. Doch vorher versöhnt Bob sich über das Telefon mit seinen Eltern und seinem Bruder. Als sie von seiner tödlichen Krankheit erfahren, reisen sie sofort per Flugzeug an, um die letzten Tage mit Bob zu verbringen.
Eines Tages wird Bob am Morgen aufgeweckt und von seiner Familie mit einer kleinen Zirkusaufführung im Garten überrascht. Er sitzt mit seinem Sohn im Arm im Rollstuhl und sagt zu ihm, dass er das nie vergessen dürfe. Seine Eltern erfüllen ihm so seinen Kindheitstraum, den er in der Zwischenzeit vergessen hatte.
In den darauf folgenden Tagen geht es Bob immer schlechter, er wird bettlägerig und stirbt. In einem kurzen Epilog sieht man einen Ausschnitt aus Bobs Videoaufnahmen in einem Fernseher, vor dem sein kleiner Sohn Brian sitzt. Bob liest ihm so eine Geschichte aus dem Kinderbuch Green Eggs and Ham von Dr. Seuss vor.

## Kritiken
James Berardinelli lobte auf ReelViews die Darstellung von Michael Keaton, das Spiel von Nicole Kidman gefiel ihm nur „sporadisch“.
Roger Ebert bezeichnete in der Chicago Sun-Times vom 12. November 1993 die Darstellung von Michael Keaton als „intelligent“. Er meinte, der Film, der ein sehr ernsthaftes Thema behandelt, könnte auf einige kleine Späße verzichten.